# Ангеликовое масло

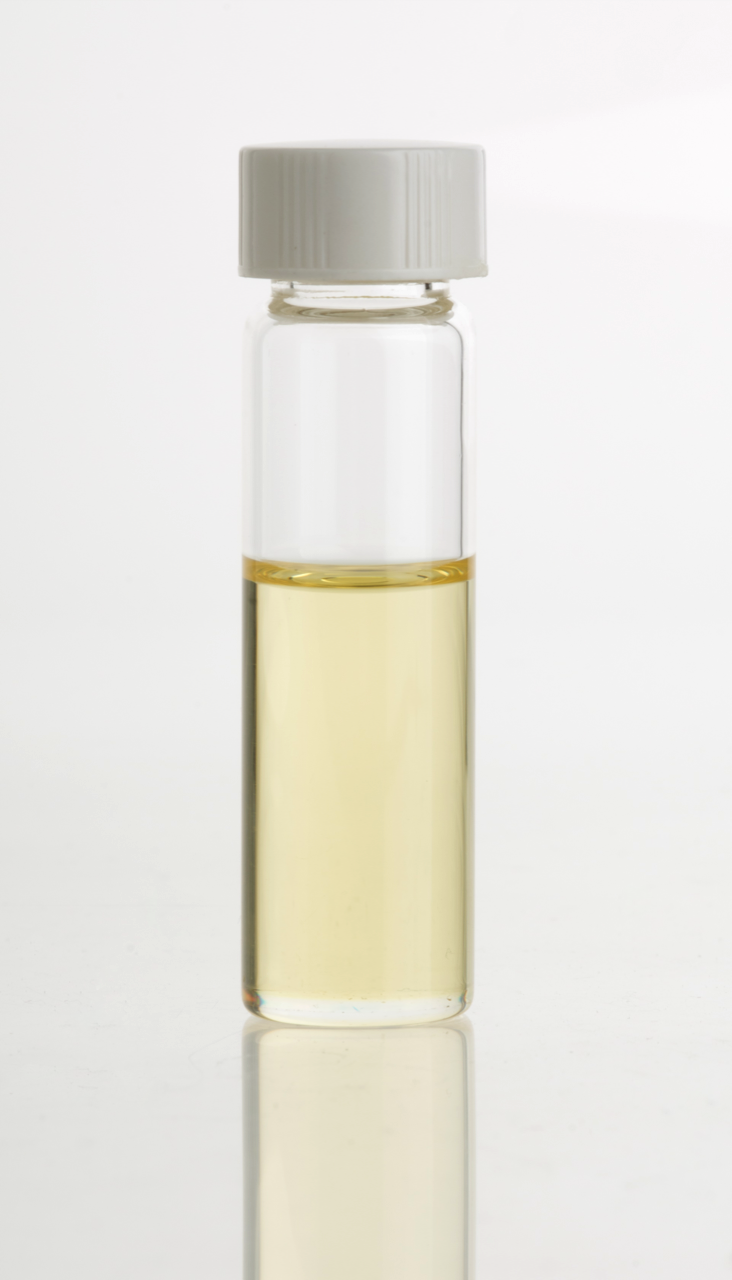
Ангеликовое масло

Ангеликовое масло — эфирное масло, содержится в семенах и корнях дягиля лекарственного (Angelica archangelica L.), культивируемого в европейских странах.

## Свойства
Ангеликовое масло — светло-жёлтая или жёлтая жидкость с мускусным запахом. Масло из семян обладает более нежным запахом, чем масло из корней, масла имеют различный состав.
Растворимо в этаноле (1:4 в 90%-м); нерастворимо в воде.
| d25           | n20D            | [α]20D, ° | Кислотное число | Эфирное число | ЛД50, г/кг                              |
| ------------- | --------------- | --------- | --------------- | ------------- | --------------------------------------- |
| 0,850 ÷ 0,880 | 1,4736 ÷ 1,4880 | 0 ÷ +46   | не более 7      | 10 ÷ 65       | > 5 крысы перорально, кролики (накожно) |

## Химический состав
В состав масла входят лимонен, β-фелландрен, α-пинен, 3-карен (общее содержание этих компонентов ≈60%), сесквитерпеновые углеводороды, ангеликовая кислота, 13-тридеканолид, пентадеканолид и другие компоненты.

## Получение
Получают из измельчённых корней и семян путём перегонки с паром, выход масла 0,1 — 1,8%.
Основные производители — Германия и Голландия.

## Применение
Применяют как компонент ароматических эссенций для спиртных напитков и как компонент парфюмерных композиций.